# Ornithoboea henryi
Ornithoboea henryi là một loài thực vật có hoa trong họ Tai voi. Loài này được Craib mô tả khoa học đầu tiên năm 1913.